# Дерек Морріс
Дерек Морріс (англ. Derek Morris; 24 серпня 1978, м. Едмонтон, Канада) — канадський хокеїст, захисник.
Виступав за «Реджайна Петс» (ЗХЛ), «Сент-Джон Флеймс» (АХЛ), «Калгарі Флеймс», «Колорадо Аваланш», «Фінікс Койотс», «Нью-Йорк Рейнджерс», «Бостон Брюїнс», «Фінікс Койотс».
В чемпіонатах НХЛ — 1007 матчів (92+332), у турнірах Кубка Стенлі — 37 матчів (3+12). 
У складі національної збірної Канади учасник чемпіонату світу 1999, 2001 і 2004 (26 матчів, 1+10).
Досягнення
- Чемпіон світу (2004).